# Ватиканський кодекс 354

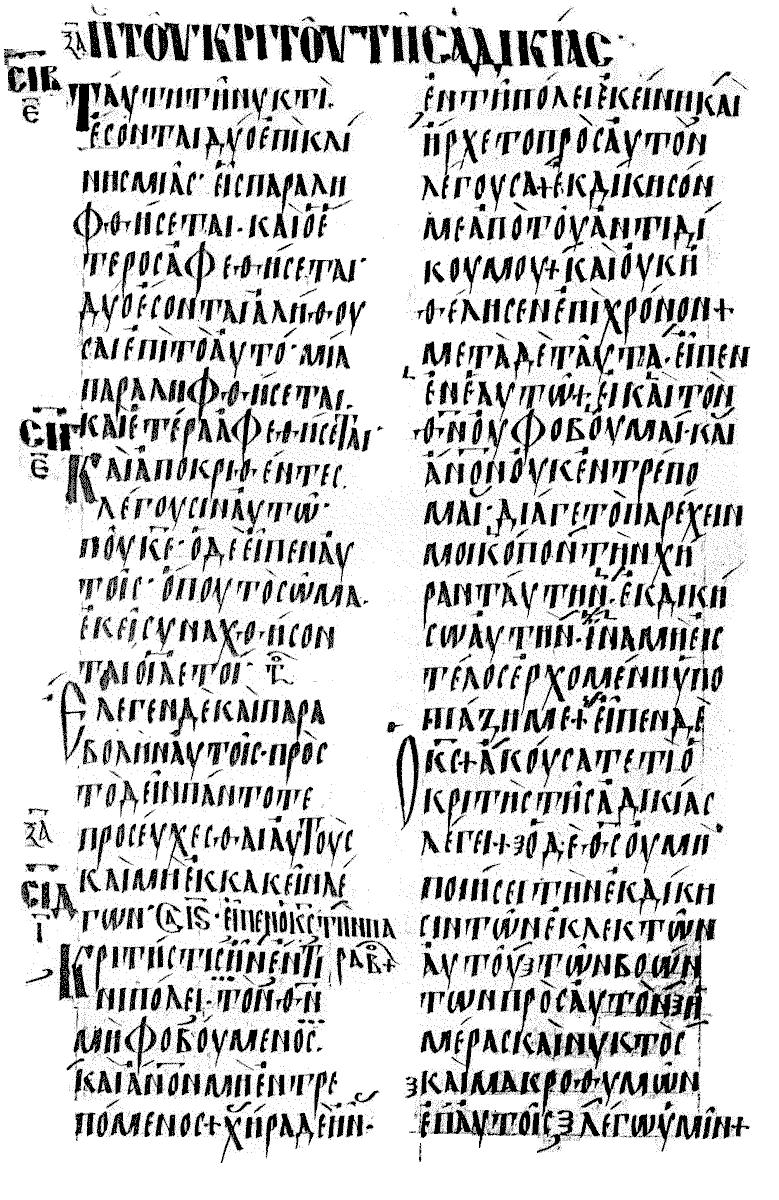
Сторінка з Ватиканського кодексу 354, Євангелія від Луки (Лк 17:34—18:8), написаного пізнім унціальным листом (949 р.).

Ватиканський кодекс 354 (лат. Codex Vaticanus 354; умовне позначення: S або 028) — унціальный манускрипт X століття на грецькій мові, містить повний текст чотирьох Євангелій, на 235 пергаментах аркушах (36 x 24 см). Назва рукопису походить від місця його зберігання. 

## Особливості рукопису
Текст на аркуші розташований у дві колонки, 27 лінії в колонці. Грецькі унціали схожі на слов'янські літери (кирилицю). 
Це одна з чотирьох найдавніших рукописів з датою в колофоні це єдиний існуючий унциальний рукопис Нового Завіту грецькою, який має точну дату. В колофоні рукописи зазначено, що вона була написана в 6457 році від створення світу (= у 949 році). 
Грецький текст рукопису відображає візантійський тип тексту. Рукопис віднесена до V категорії Аланда.
Нині рукопис зберігається у Ватиканській бібліотеці (Gr. 354).

## Див. також

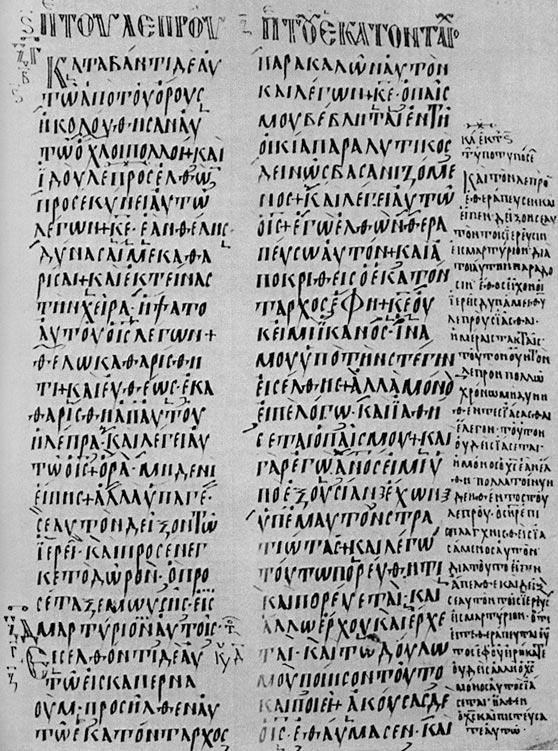
Сторінка з Ватиканського кодексу 354 Євангелія від Матвія 8:1-10